# Renate Dorrestein
Renate Dorrestein (Amsterdam, 25 gennaio 1954 – Bloemendaal, 4 maggio 2018) è stata una scrittrice e giornalista olandese.

## Biografia
Ha vinto il  premio Annie Romein nel 1993 per il complesso della sua produzione letteraria. Iniziò a lavorare come giornalista per il settimanale  Panorama e pubblicò il suo primo romanzo (Buitenstaanders) nel 1983. Il suicidio di sua sorella ha avuto una grande influenza sulla sua produzione narrativa.

## Opere
- Finché c'è vita
- Album di famiglia
- Vizi nascosti
- Il buio che ci divide
- Un campo di fragole